# Antiprisme pentagrammique
 (novembre 2024).
En géométrie, l'antiprisme pentagrammique est un élément de l'ensemble infini des antiprismes non-convexes formés par des côtés triangulaires et deux polygones étoilés, dans ce cas, deux pentagrammes.
Ce polyèdre est identifié avec le nom U79.